# Geoffrey Woodroffe Palmer
Geoffrey Woodroffe Palmer, britanski general, * 1891, † 1952.